# Artur Niedzielski
Artur Niedzielski (ur. 6 maja 1972 w Płocku) – były polski piłkarz ręczny grający na pozycji skrzydłowego, były zawodnik Wisły Płock. Jest wychowankiem tego klubu, grał w Iskrze Kielce (obecnie Vive Targi Kielce).

## Osiągnięcia
- Puchar Polski: 1992, 1995, 1996, 1997, 1998, 1999, 2001, 2005, 2007, 2008
- Mistrzostwo Polski: 1995, 1996, 2002, 2005, 2005, 2006, 2008
- Wicemistrzostwo Polski: 1992, 1993, 1996, 1997, 1999, 2000, 2001, 2003, 2007, 2009
- Trzecie miejsce w mistrzostwach Polski: 1990, 1991, 1994, 1998